# Robin Hardy (réalisateur)
Pour les personnes ayant le même patronyme, voir Robin Hardy et Hardy.
Robin St. Clair Rimington Hardy, né le 2 octobre 1929 à Wimbledon (Angleterre) et mort le 1er juillet 2016, est un réalisateur, scénariste et producteur britannique. Il est connu pour être le réalisateur du film The Wicker Man.

## Biographie
Né à Wimbledon dans le comté de Surrey en Angleterre en 1929, Robin Hardy étudie l'art à Paris dans les années 1950. Il commence à travailler comme réalisateur pour l'Office national du film du Canada et réalise des programmes pour la télévision aux États-Unis. 
Il retourne ensuite en Angleterre où il réalise des publicités. Avec le romancier Anthony Shaffer, il fonde la société de production Hardy, Shaffer & Associates. En 1973, il réalise son premier long métrage, The Wicker Man,. Ce film scénarisé par Shaffer, est considéré par le British Film Institute comme l'un des meilleurs films de l'histoire du cinéma britannique.

## Filmographie

### Comme réalisateur
- 1973 : The Wicker Man
- 1986 : Angoisse à Dublin (The Fantasist)
- 1989 : E Street (série TV)
- 2012 : The Wicker Tree

### Comme scénariste
- 1986 : Angoisse à Dublin (The Fantasist)
- 1989 : Forbidden Sun
- 2012 : The Wicker Tree

### Comme producteur
- 1989 : Forbidden Sun

### Comme acteur
- 1973 : The Wicker Man : Minister